# Le Blanc (gemeente)
Le Blanc is een gemeente in het Franse departement Indre (regio Centre-Val de Loire). De gemeente telde 6.188 inwoners op 1 januari 2022. De plaats is de onderprefectuur van het arrondissement Le Blanc.

## Geschiedenis
De plaats is ontstaan aan een oversteekplaats over de Creuse en langs een oude Romeinse weg. Le Blanc lag in de historische provincie Berry, dicht bij de grens met Poitou. Op de noordelijke oever, rond de kerk Saint-Génitour, ontwikkelde zich de benedenstad (Ville Basse). Op de zuidelijke oever, op een kalksteenplateau, ontwikkelde zich de bovenstad (Ville Haute). Deze bovenstad was ommuurd. Rond deze bovenstad lagen twee kastelen: het kasteel Naillac (met daarin de kerk Saint-Cyan) dat behoorde aan Berry en een kasteel/donjon dat behoorde aan Poitou.
Le Blanc was tijdens het ancien régime een markizaat. In de 14e eeuw kwam er een augustijnenklooster in de stad. Dit klooster werd na de Franse Revolutie in 1792 verkocht als nationaal goed. Het stadhuis (1825) is gebouwd op de plaats van dit klooster. In 1530 werd de middeleeuwse brug over de Creuse vernield bij een overstroming. Pas aan het begin van de 19e eeuw werd er een nieuwe brug in Le Blanc gebouwd; tot dan was er enkel een overzetboot.
Langsheen de Creuse stonden watermolens. Later kwam er een textielfabriek die tot 400 werknemers telde. Tussen 1885 en 1886 werd een spoorwegviaduct gebouwd over de Creuse. Dit viaduct is 38 meter hoog, 528 meter lang en heeft 21 bogen. De spoorlijn is intussen buiten dienst gesteld en het viaduct is geopend voor wandelaars.
In 2010 kwam de gemeente in het nieuws omdat er nog steeds, ruim acht jaar na de invoering van de euro, oude franken aanvaard worden als wettig betaalmiddel. Het dorp heeft beslist deze praktijk nog tot 2012 vol te houden, de uiterste einddatum waarop oude bankbiljetten bij de Banque de France kunnen ingeruild worden in euro's.

## Geografie
De oppervlakte van Le Blanc bedroeg op 1 januari 2022 57,61 vierkante kilometer; de bevolkingsdichtheid was toen 107,4 inwoners per km². De Creuse stroomt door de gemeente.
De onderstaande kaart toont de ligging van Le Blanc met de belangrijkste infrastructuur en aangrenzende gemeenten.

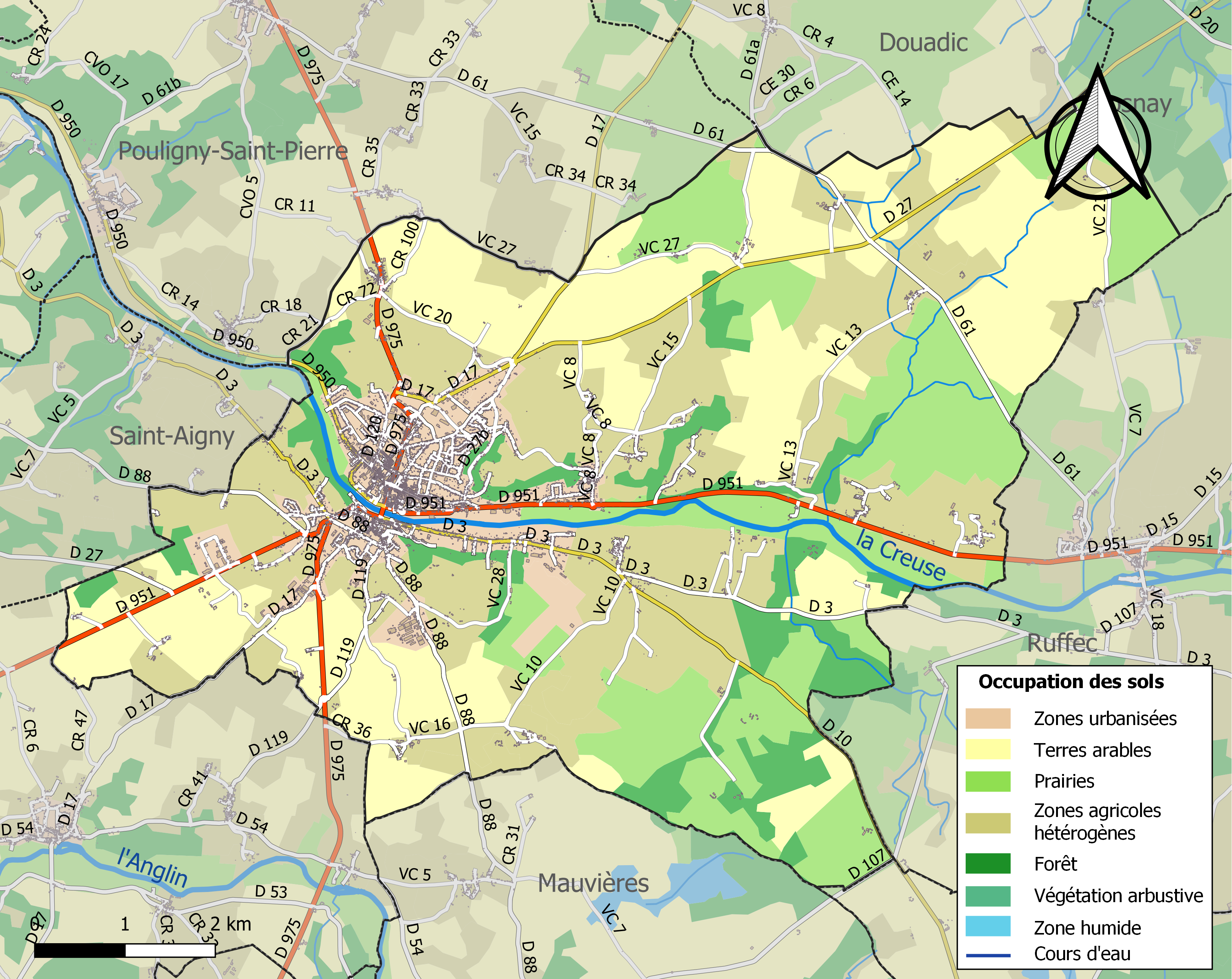

## Demografie
Onderstaande figuur toont het verloop van het inwonertal (bron: INSEE-tellingen).

## Transport
Er lopen enkele spoorlijnen over het gebied van Le Blanc, maar het station is al jaren gesloten.

## Geboren in Le Blanc
- Filibert van Naillac (?-1421), grootmeester van de Orde van Sint-Jan van Jeruzalem
- Jeanne-Élisabeth Bichier des Âges (1773-1836), katholieke heilige
- Bernard Le Coq (1950), acteur

## Afbeeldingen

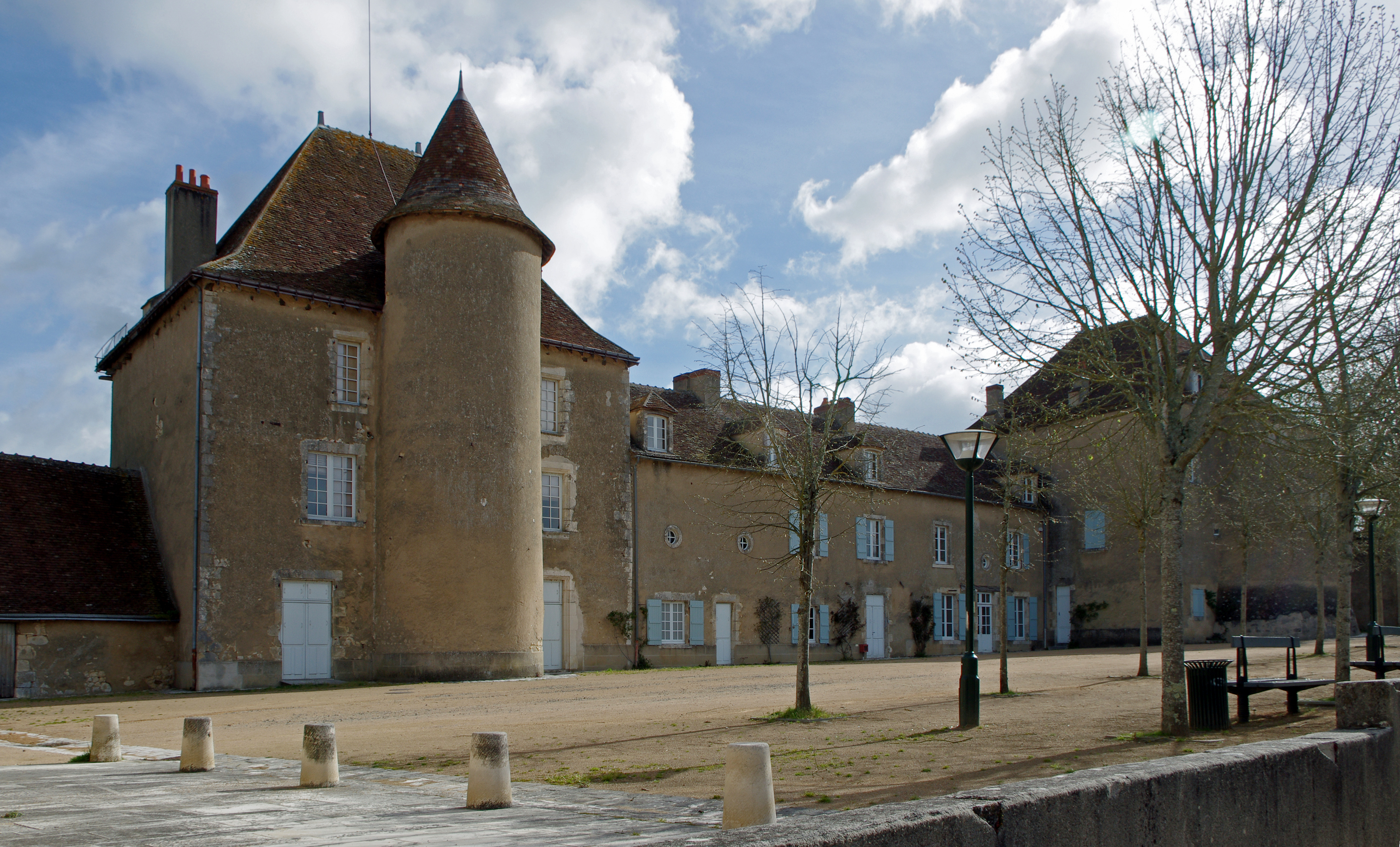
Kasteel Naillac
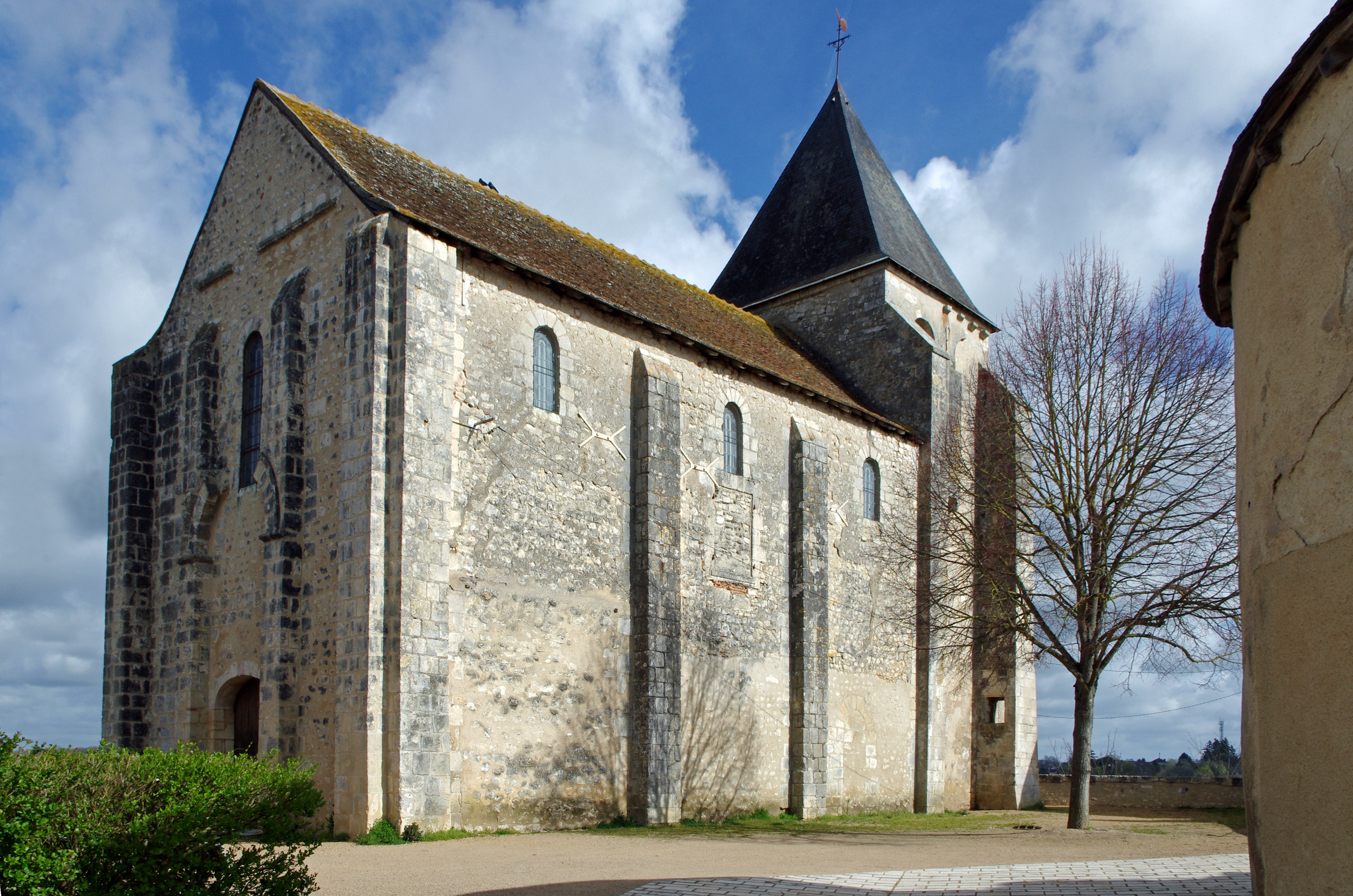
Kerk Saint-Cyan
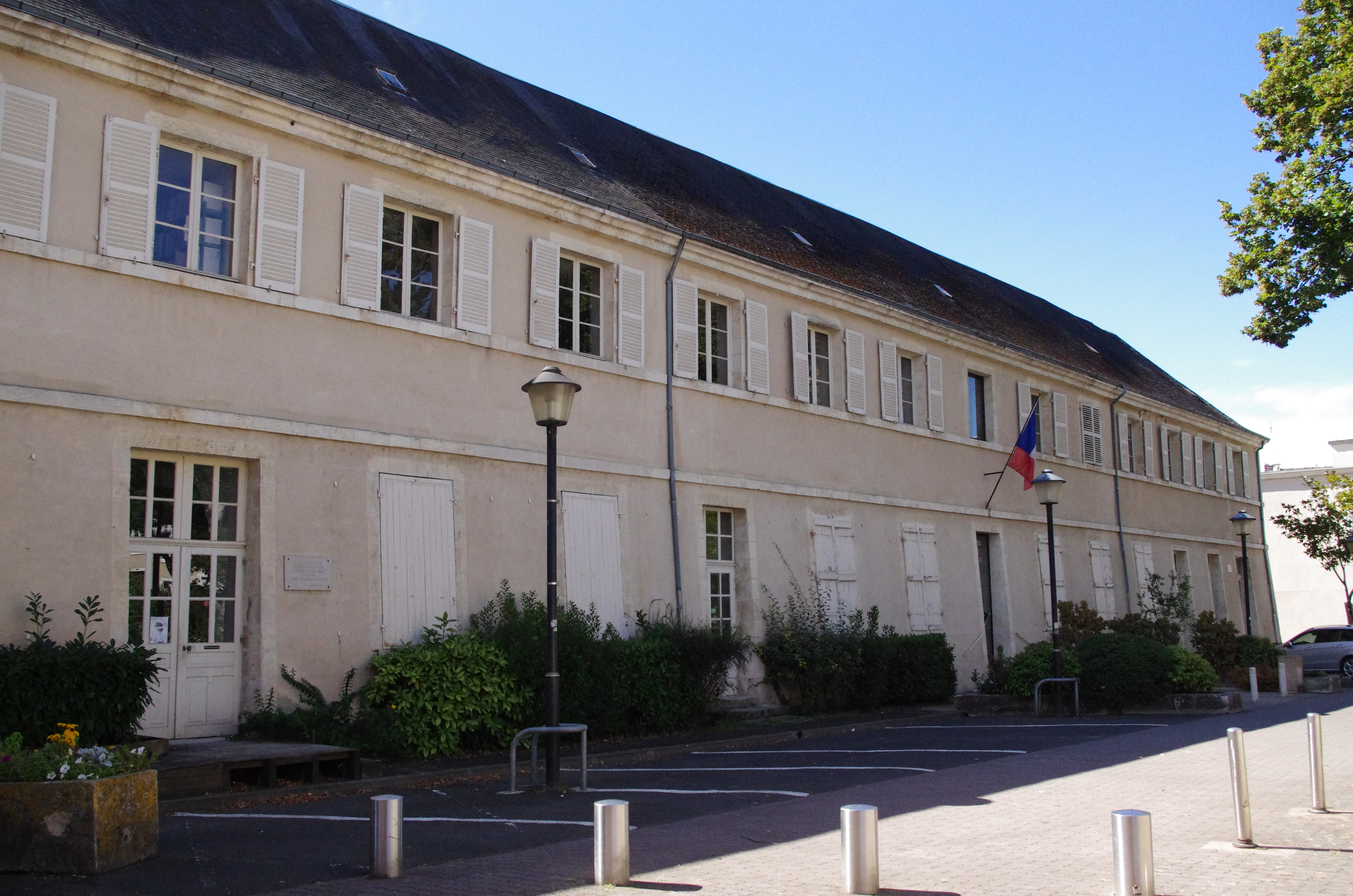
Voormalig augustijnenklooster
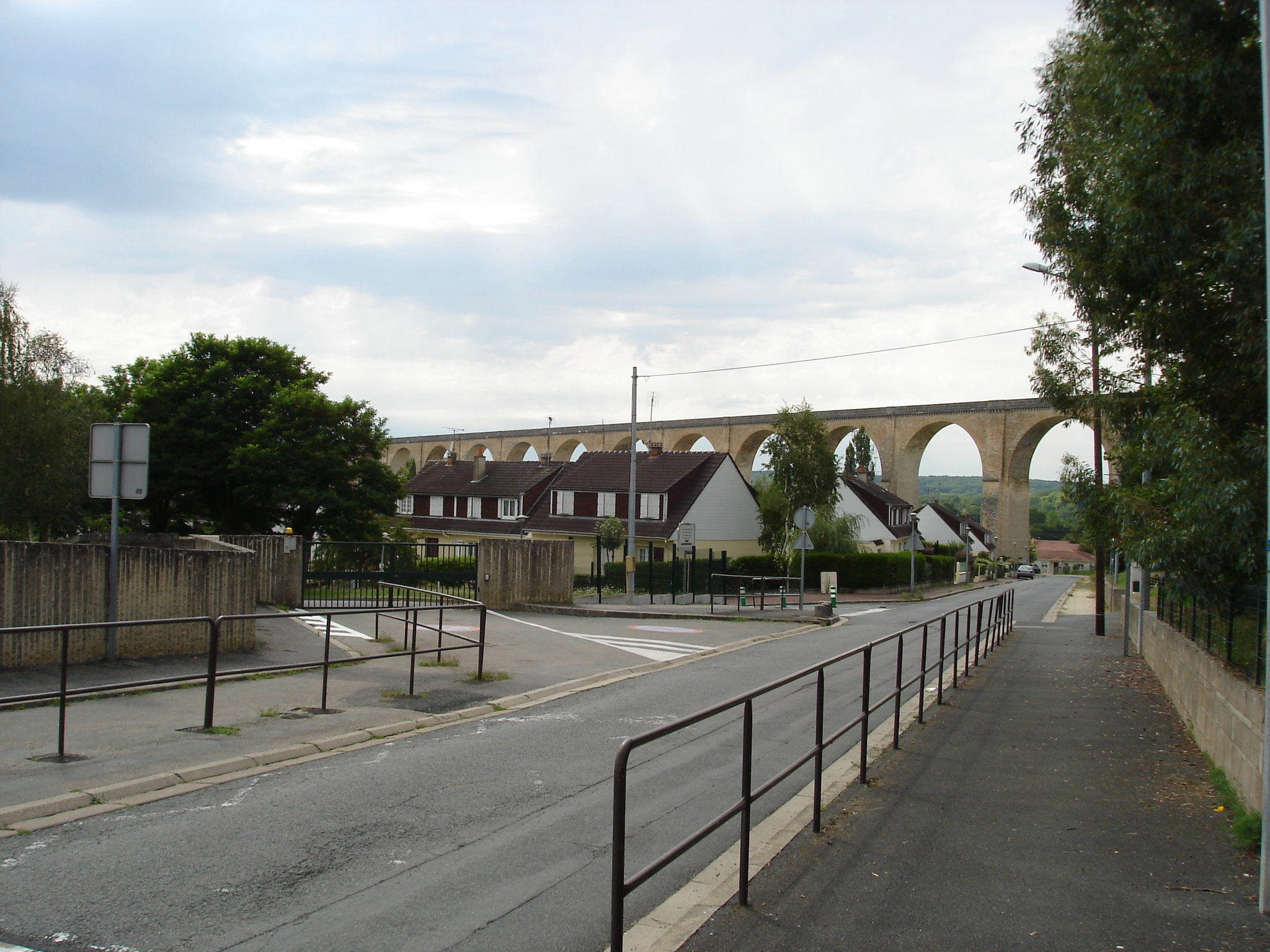
Voormalig spoorwegviaduct
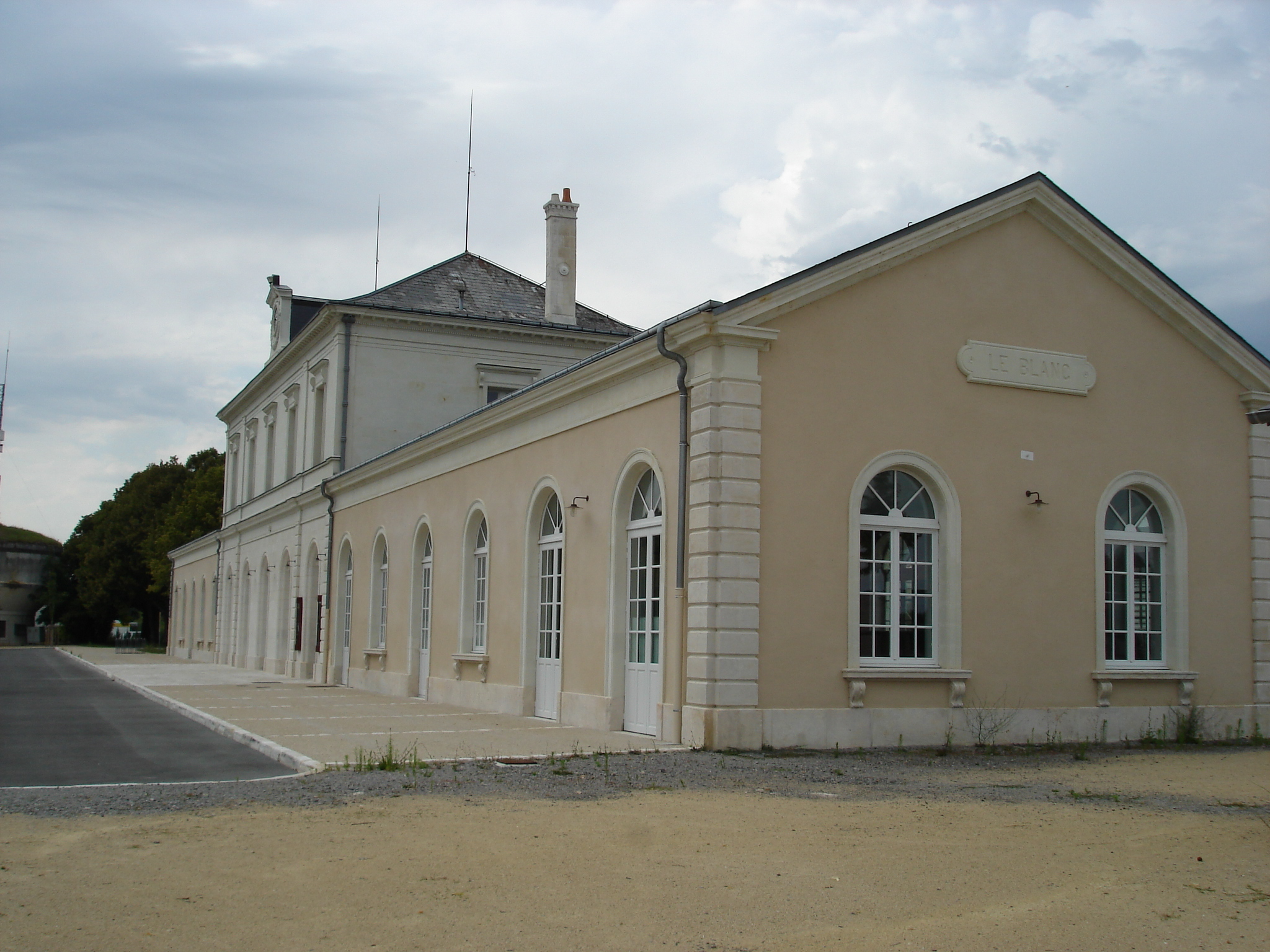
Voormalig treinstation
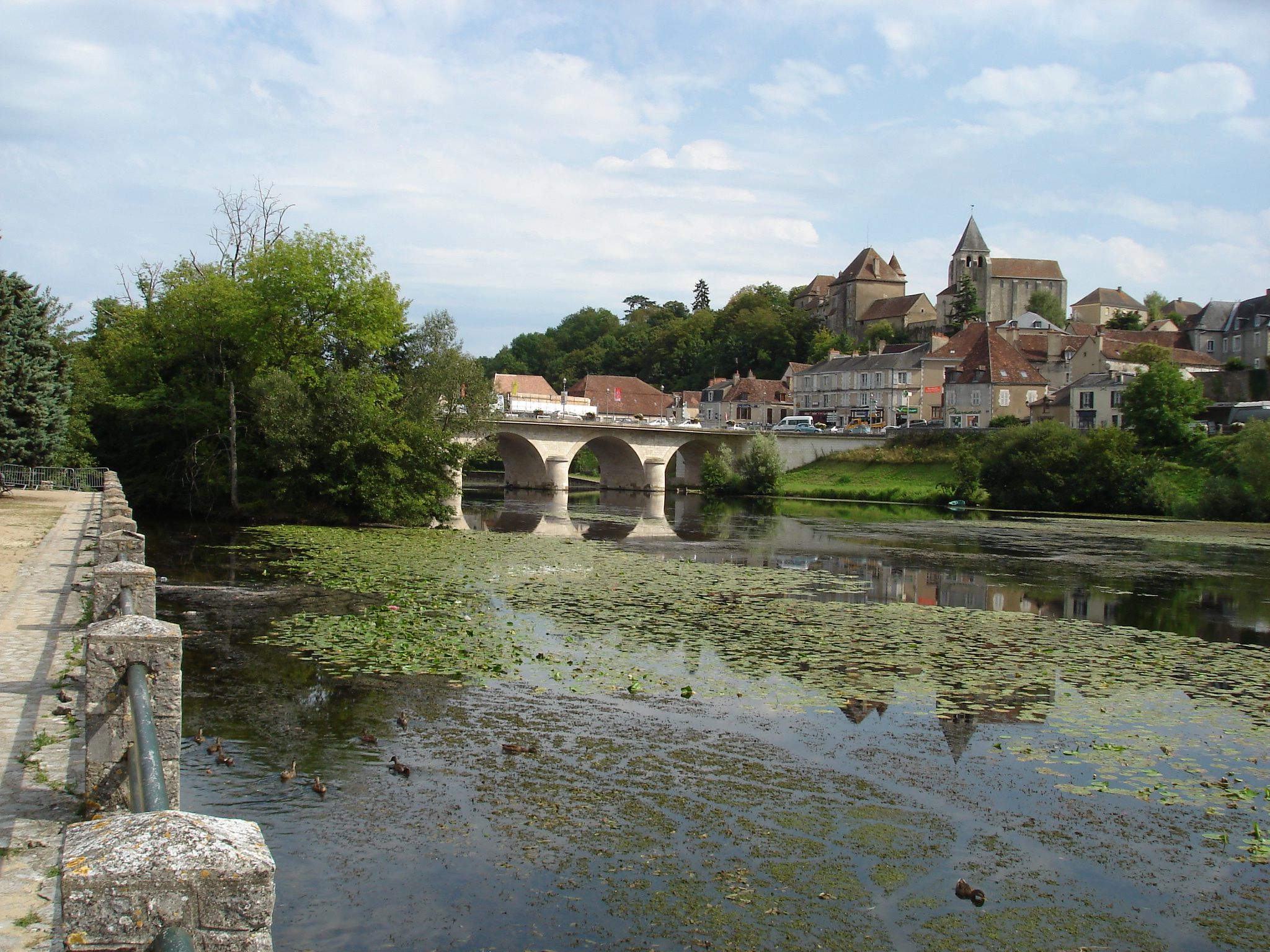
De Creuse bij Le Blanc